# Мацей Стрийковський
Маце́й, або Матві́й Стрийко́вський (пол. Maciej Stryjkowski; 20/21 березня 1547 — 21 жовтня між 1586 р. та 1593) — польський військовий, дипломат, поет, католицький священник. Представник шляхетського роду Стрийковських гербу Леліва. Учасник Лівонської війни, під командуванням Алессандро Ґваньїні захищав Вітебськ, воював проти москалів у Білорусі (1568—1573). Працював помічником польського посольства і розвідником у Стамбулі (1574–1575). У зрілому віці прийняв таїнство священства, був каноніком у Мідниках (1579) і настоятелем храму у Юрбурзі (1586). Автор «Хроніки польської, литовської, жмудської та всієї Русі» (1582), компілятивної історії Східної Європи, першої друкованої історії Великого князівства Литовського. Місце смерті й поховання невідомі.

## Біографія
Народився у Стрикові, Мазовія.
Вся інформація про життя Стрийковського до 1579 р. походить з його творів, передусім долученої до Хроніки його віршованої автобіографії під назвою «Maciej Strykowski Osostevicius sam o sobie…».
Весною 1553 р. він розпочав навчання в парафіяльній школі в Бжезінах. У 1561 р. закінчив навчання і протягом короткого часу перебував, згідно з його власними словами, «серед багатьох знаних людей». Можливо що саме у цей час він готував переклад Хроніки Яна Длуґоша, що було перервано вступом на військову службу.
Імовірно весною 1563 р. виїхав до Литви. В наступному десятилітті він брав участь у війнах з Московією. 29-30 вересня 1568 року під командуванням Вітебського воєводи Станіслава Паца Стрийковський брав участь в обороні Вітебська від московських військ Шереметьєва, Бутурліна і Собора, яких підтримували Ногайські татари.
Близько 1570 р. розпочав роботу над історією Великого князівства Литовського, а від 1572 р. над своєю Хронікою.
в 1573 р. склав «солдатську баладу» O wolności ślachty polskiej jakiej nie masz pod słońcem świata. Під час свого перебування на пограниччі з Московією написав віршований твір «o zdrowej poradzie» та розвідку «o tiraństwie dzisiejszego wielkiego kniazia moskiewskiego»; ці дві праці відомі лише зі згадок самого автора.
В цьому ж періоді, ймовірно, було написано також Wiersz o porażeniu 30 000 Moskwy z kniaziem Piotrem Szojskim wojewodą połockim w polu Iwanskim nad Ullą rzeką […] roku od zbawiennego narodzenia Chrystusa lata 1564.
В період військової служби Стрийковський займався зібранням історичних відомостей та накопиченням книг і рукописів. Протягом 8 років він готував латиномовний твір «de Sarmatia Europaea», який ймовірно початково мав назву «Commentarius de rebus Litwaniensibus». Доки він зібрався опублікувати свій твір, зібрані ним матеріали використав Алессандро Гваньїні у виданій під власним прізвищем книжці «Sarmatiae Europeae descriptio». Стрийковський в своїх пізніших працях скаржився на крадіжку свого твору, він навіть вистарався у короля Стефана Баторія привілею, який визнавав за ним право друку і продажу книги Гваньїні. Однак твір останнього важко вважати плагіатором, найімовірніше він використав зібрані Стрийковським матеріали, але упорядкував їх і збагатив інформацією з інших джерел самостійно.
В кінці 1573 р. або на початку 1574 р. Стрийковский залишає Вітебськ. Можливо тоді він перебував у Любліні, де написав віршований памфлет «przeciw nowochrzceńcom» (втрачений). Найпізніше в лютому 1574 р. прибув до Кракова і був свідком коронації Генріха Валуа яку зобразив у частково віршованому творі Przesławnego wjazdu do Krakowa i pamięci godnej koronacyjej Henryka Walajusa […] opisanie.
Видав також присвячений Яну Ходкевичу віршований твір на морально-історичну тематику під назвою Goniec cnoty do prawych szlachciców, до якого долучив історію Польщі (O królach polskich i wywodzie sławnego narodu Sarmackiego) та перший друкований виклад історії Литви від міфічних до сучасних часів (Matysa Strykowskiego wywód krótki a dostateczny sławnego narodu litewskiego). Здійснив подорож по Двіні: досліджував «Рогволодів камінь», церкви і монастирі Полоцька.
Планував також здійснити переклад на польську мову творів Мартіна Кромера, однак через виїзд до Туреччини відмовився від цього задуму. 29 вересня 1574 року з підчашим галицьким Андрієм Тарновским відбув з посольством до Стамбула, формально як помічник, але ймовірно для здійснення розвідки (був «рискуном»). Стрийковський займався малюванням, а також міг складати мапи і плани; ці здібності він використовував в розвідувальній діяльності. Знав латинську, німецьку, руську і литовську мови, трохи вивчав італійську мову.
У 1576—1578 роках знаходився при дворі Олельковичів в Копилі та Слуцьку. У 1579 р. став каноніком жемайтським за протекцією єпископа Мельхіора Гедройця.

## Праці
- Хроніка польська, литовська, жмудська і всієї Русі, 1582
- Goniec cnoty (Краків 1574) — поема генеалогічна про володарів польських та литовських.
- Sarmatiae Europeae descriptio (1578)
- O wolnosci Korony Polskiey, y Wielkiego Xięstwa Litewskiego, a o srogim zniewoleniu inszych Krolestw pod tyrańskim iarzmem Tureckim: y o rokoszu ninieyszego tyrana Tureckiego Amurata, y wszystkich Krolow domu Ottomańskiego, krotki a skuteczny wywod: tudziesz ktorymby sposobem ta zła moc pogańska vkrocona być mogła. Matysa Strykowskiego przestroga, w Konstantynopolu, według czasu istnie gwoli oycżyznie napisana [Архівовано 4 березня 2016 у Wayback Machine.] (1575)
- (пол.) Stryjkowski Maciej, O początkach, wywodach, dzielnościach, sprawach rycerskich i domowych sławnego narodu litewskiego, żemojdzkiego i ruskiego, przedtym nigdy od żadnego ani kuszone, ani opisane, z natchnienia Bożego a uprzejmie pilnego doświadczenia / Opracowała Julia Radziszewska, Państwowy Instytut Wydawniczy. — Warszawa, 1978. — 764 str.

### Монографії, статті
- Возняк М. С. М. Стрийковський про турецьку неволю в творі 1575 р. — ЗНТШ, 1928 р., т. 149, с. 197—210.
- Возняк М. С. Мартин Пашковський про козацькі сутички з татарами і долю ясиру. — ЗНТШ, 1927 р., т. 147, с. 141—161.
- Мицик Ю. А. Стрийковський Мацей [Архівовано 1 січня 2017 у Wayback Machine.] // Енциклопедія історії України : у 10 т. / редкол.: В. А. Смолій (голова) та ін. ; Інститут історії України НАН України. — К. : Наукова думка, 2012. — Т. 9 : Прил — С. — С. 868. — ISBN 978-966-00-1290-5.
- Рогов А. И. Русско-польские культурные связи в эпоху Возрождения (Стрыйковский и его Хроника). — М., 1966
- Шабульдо Ф. М. Мацей Стрыйковский как историк Синеводской битвы. — «Kulturu sankirtos», Vilnius, 2000, p.
- Budka W., Do życiorysu Macieja Stryjkowskiego. Sprostowania i uzupełnienia, «Ruch Liter.» T.10: 1969 s. 31-7;
- Goleman W., Wielkie Księstwo Litewskie i jego mieszkańcy w oczach Macieja Stryjkowskiego, «Uniwersalizm i regionalizm w kronikarstwie Europy środkowo-wschodniej. Średniowiecze-początek czasów nowożytnych», Red. U. Borkowska, L. 1996 s. 71-82;
- Gołębiowski Ł., O dziejopisach polskich i ich duchu, zaletach i wadach, «Pam. Umiejętności, Sztuk i Nauk» 1826 nr 3, s.44-8;
- Kołodziejczyk A. Uwagi o przynależności terytorialnej Podlasia w «Opisie Polski» Marcina Kromera i «Kronice polskiej, litewskiej, żmudzkiej i wszystkiej Rusi» Macieja Stryjkowskiego. — «Mazowsze i jego sąsiedzi w 14 — 16 w.», Olsztyn, 1997, s. 67 — 73.zowsze i jego sąsiedzi w 14 — 16 w.", Olsztyn, 1997, s. 67 — 73.
- Radziszewska J., Maciej Stryjkowski historyk-poeta z epoki Odrodzenia, Kat. 1978;

### Довідники
- Стрийковський (Stryjkowski) Мацей // Україна в міжнародних відносинах. Енциклопедичний  словник-довідник. Випуск 6.  Біографічна  частина:  Н–Я /  Відп.  ред. М.М.  Варварцев. —  К.:  Ін-т історії України НАН України, 2016. — с.222-223
- Енциклопедія українознавства : Словникова частина : [в 11 т.] / Наукове товариство імені Шевченка ; гол. ред. проф., д-р Володимир Кубійович. — Париж — Нью-Йорк : Молоде життя, 1955—1995. — ISBN 5-7707-4049-3.
- Стрийковський Матвій // Український радянський енциклопедичний словник : [у 3 т.] / гол. ред. М. П. Бажан. — 1-ше вид. — К. : Голов. ред. УРЕ АН УРСР, 1968. — Т. 3 : Плюс — Ь. — 856 с. — С. 403.
- Стрийковський Мацей // Українська радянська енциклопедія : у 12 т. / гол. ред. М. П. Бажан ; редкол.: О. К. Антонов та ін. — 2-ге вид. — К. : Головна редакція УРЕ, 1984. — Т. 11, кн. 1 : Стодола — Фітогеографія. — 606, [2] с., [22] арк. іл. : іл., портр., карти с. — С. 22.
- Стрийковський Мацей // Український радянський енциклопедичний словник : [у 3 т.] / гол. ред. Бабичев Ф. С. — 2-ге вид. — К. : Голов. ред. УРЕ АН УРСР, 1987. — Т. 3 : Портулак — Ь. — 736 с. — С. 317.